# Сан-Бернардо (Чилі)
Сан-Бернардо (ісп. San Bernardo) — місто в Чилі. Адміністративний центр однойменної комуни та провінції Майпо. Населення міста — 237708 людей (2002). Місто та комуна входить у склад провінції Майпо та Столичної області. Місто входить у склад міської агломерації Великий Сантьяго.

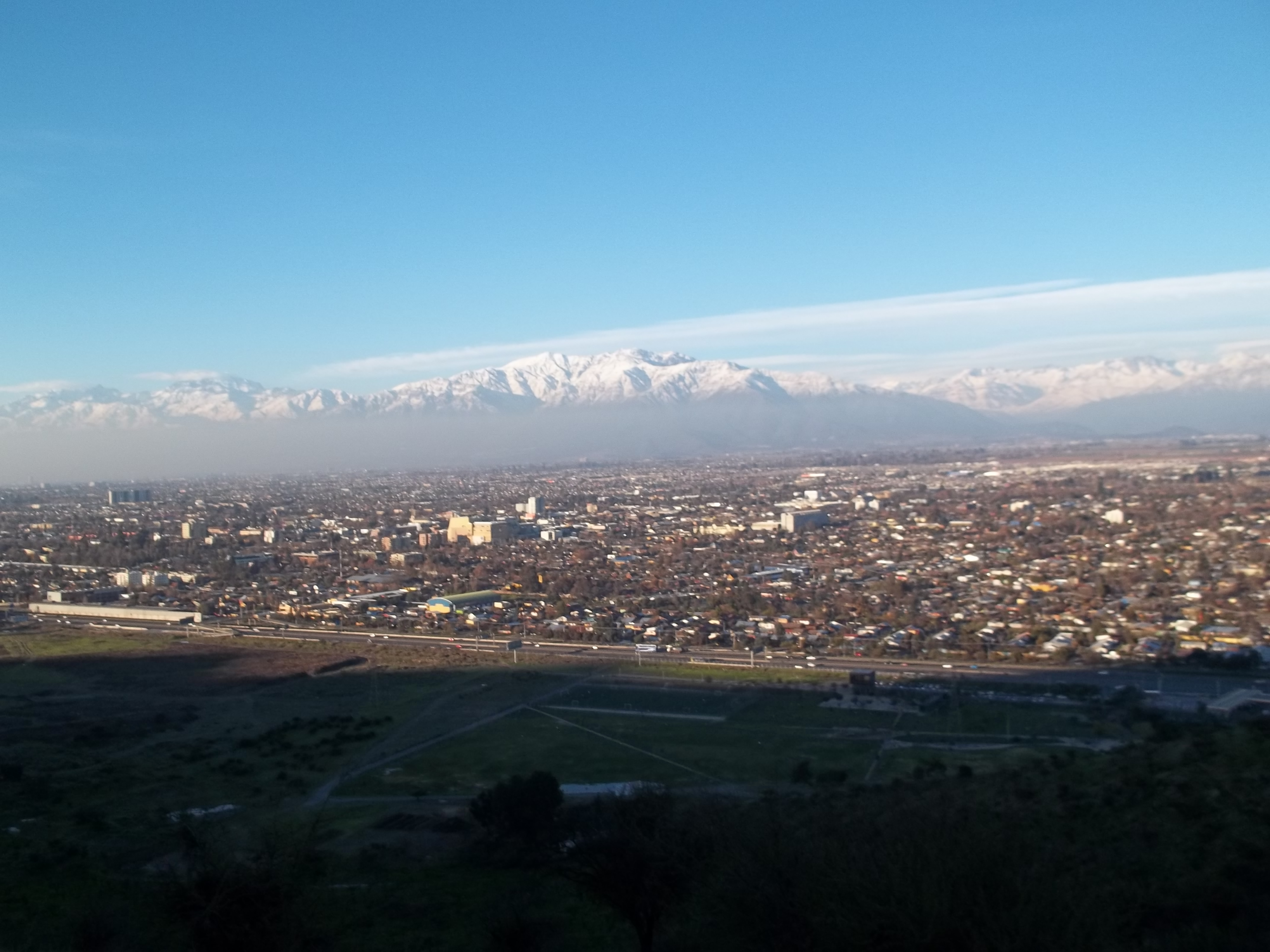
Вид на Сан-Бернардо

Територія комуни — 153,5 км². Чисельність населення — 301 313 людей (2017). Густота населення — 1962,89 люд./км².

## Розташування
Місто розташовується за 15 км на південь від столиці Чилі міста Сантьяго.
Комуна межує:
- на півночі — із провінцією Сантьяго
- на сході — з коммуною Пуенте-Альто
- на південному-сході — з коммуною Буїн
- на заході — з коммунами Калера-де-Танго, Талаганте, Ісла-де-Майпо

## Найголовніші населенні пункти[3]
| № | Населенний пункт | Населённий пункт (исп.) | Категорія | Населення люд. (2002) | На карті                                                                |
| - | ---------------- | ----------------------- | --------- | --------------------- | ----------------------------------------------------------------------- |
| 1 | Сан-Бернардо     | San Bernardo            | місто     | 237708                | 33°35′31″ пд. ш. 70°42′17″ зх. д. / 33.591988° пд. ш. 70.704659° зх. д. |
| 2 | Ло-Еррера        | Lo Herrera              | місто     | 3430                  | 33°40′10″ пд. ш. 70°44′42″ зх. д. / 33.669349° пд. ш. 70.744871° зх. д. |
| 3 | Ла-Вара          | La Vara                 | поселення | 480                   | 33°41′43″ пд. ш. 70°44′56″ зх. д. / 33.695222° пд. ш. 70.748948° зх. д. |